# Maximilian II av Bayern
Maximilian II Josef av Bayern, född 28 november 1811 i München, död 10 mars 1864 i München, var kung av Bayern från 1848 till 1864.

## Biografi
Maximilian var son till Ludvig I av Bayern och blev 1848 kung vid faderns abdikation. Hans trontillträde skedde vid en mycket kritisk tidpunkt men tack vare sin liberala politik och konstitutionella reformer lyckades han blidka oppositionen.
Redan som kronprins var Maximilian mycket kulturellt intresserad och på slottet Hohenschwangau samlade han vetenskapsmän och konstnärer kring sig. Han var en frikostig gynnare av konst, vetenskap och litteratur.

### Familj
Maximilian gifte sig (12 oktober 1842) med Maria av Preussen (1825-1889), dotter till Vilhelm av Preussen och kusin till bland andra Fredrik Vilhelm IV av Preussen.
Barn:
1. Ludvig II av Bayern (1845-1886)
2. Otto I av Bayern (1848-1916)